# 庞义华
庞义华（1955年10月—），山东临邑人，中国政治人物，黑龙江省人大常委会原副主任。

## 生平
1982年毕业于山东大学经济系政治经济学专业。1982年至1985年，任工人日报社记者、编辑。1986年调入全国总工会机关工作，历任办公厅综合处副处长、处长、副主任，民主管理部部长。2005年至2013年，任黑龙江省纪委副书记、省监察厅厅长。2013年至2018年，任黑龙江省人大常委会副主任。